# Liga de las Televisiones Autonómicas
La Liga de las Televisiones Autonómicas, o Liga Autonómica, fue un torneo de fútbol de carácter amistoso que se disputó en España entre mayo y junio de 1994. Fue organizado por las televisiones autonómicas para cubrir el lapso de tiempo que había entre el final de la Liga y el comienzo del Mundial de 1994 de Estados Unidos.

## Organización del torneo
Cada comunidad autónoma con televisión asociada a la FORTA invitó a un equipo de la máxima categoría (Primera División) como representante, un total de seis clubes, que se repartieron cerca de 300 millones de pesetas suministrados por las televisiones cubriendo así el hueco en la parrilla televisiva producido por el fin de las retransmisiones de los partidos de liga. Cada equipo tenía un fijo más un porcentaje añadido en función de los resultados.

## Equipos invitados
Los seis equipos representados por las diferentes comunidades autónomas fueron:
- Andalucía ,el Sevilla FC.
- Cataluña, el FC Barcelona.
- Comunidad de Madrid, el Club Atlético de Madrid.
- Comunidad Valenciana, el Valencia CF.
- Galicia, el Real Club Celta de Vigo.
- País Vasco, el Athletic Club.

## Resultados del torneo
El torneo se disputó dividiendo los equipos en dos grupos de tres y mediante una liga a doble partido entre sí, clasificándose para semifinales los dos primeros de cada grupo. Los grupos estaban formados de la siguiente forma:
- GRUPO 1: Atlético de Madrid, Valencia CF y Sevilla FC.

- GRUPO 2: FC Barcelona, Athletic Club  y Celta de Vigo.

Después se disputaron dos semifinales entre el campeón de cada grupo con el segundo del grupo contrario y finalmente una final a partido único.
| Fecha      | Local              | Marcador | Visitante          |
| ---------- | ------------------ | -------- | ------------------ |
| 19 de mayo | Sevilla FC         | 1-1      | Atlético de Madrid |
| 22 de mayo | Atlético de Madrid | 4-2      | Valencia CF        |
| 28 de mayo | Valencia CF        | 1-2      | Sevilla FC         |
| 2 de junio | Atlético de Madrid | 3-1      | Sevilla FC         |
| 5 de junio | Valencia CF        | 3-2      | Atlético de Madrid |
| 8 de junio | Sevilla FC         | 2-0      | Valencia CF        |

|    | Equipo             | J | G | E | P | GF | GC | DG | Puntos |
| -- | ------------------ | - | - | - | - | -- | -- | -- | ------ |
| 1º | Atlético de Madrid | 4 | 2 | 1 | 1 | 10 | 7  | +3 | 5 ptos |
| 2º | Sevilla FC         | 4 | 2 | 1 | 1 | 6  | 5  | +1 | 5 ptos |
| 3º | Valencia CF        | 4 | 1 | 0 | 3 | 6  | 10 | -4 | 2 ptos |

| Fecha      | Local         | Marcador | Visitante     |
| ---------- | ------------- | -------- | ------------- |
| 21 de mayo | Athletic Club | 2-1      | FC Barcelona  |
| 25 de mayo | Celta de Vigo | 3-0      | FC Barcelona  |
| 29 de mayo | Celta de Vigo | 3-1      | Athletic Club |
| 1 de junio | FC Barcelona  | 1-0      | Athletic Club |
| 4 de junio | FC Barcelona  | 2-1      | Celta de Vigo |
| 9 de junio | Athletic Club | 2-0      | Celta de Vigo |

|    | Equipo        | J | G | E | P | GF | GC | DG | Puntos |
| -- | ------------- | - | - | - | - | -- | -- | -- | ------ |
| 1º | Celta de Vigo | 4 | 2 | 0 | 2 | 7  | 5  | +2 | 4 ptos |
| 2º | Athletic Club | 4 | 2 | 0 | 2 | 5  | 5  | 0  | 4 ptos |
| 3º | FC Barcelona  | 4 | 2 | 0 | 2 | 4  | 6  | -2 | 4 ptos |

- Clasificados los dos primeros equipos de cada grupo.

## Fase final
- La primera semifinal se jugó en el Estadio Vicente Calderón en Madrid entre el campeón del grupo 1 el Atlético de Madrid y el segundo clasificado del grupo 2 el Athletic Club.[3]

- La segunda semifinal se jugó en el Estadio Municipal de Pasarón en Pontevedra entre el campeón del grupo 2 el Celta de Vigo y el segundo clasificado del grupo 1 el Sevilla FC.[4]

SEMIFINALES Y FINAL
|  | Semifinales        | Semifinales      |   |  | Final              | Final       |
|  | 11 y 13 de junio   | 11 y 13 de junio |   |  | 15 de junio        | 15 de junio |
|  |                    |                  |   |  |                    |             |
|  | Atlético de Madrid | 5                |   |  |                    |             |
|  | Athletic Club      | 0                |   |  |                    |             |
|  |                    |                  |   |  | Atlético de Madrid | 4           |
|  |                    | Celta de Vigo    | 0 |  |                    |             |
|  | Celta de Vigo      | 1                |   |  |                    |             |
|  | Sevilla FC         | 0                |   |  |                    |             |

## La final
- La final se disputó a partido único en Madrid, en el Estadio Vicente Calderón, entre el Club Atlético de Madrid y el Real Club Celta de Vigo vencedores de las semifinales del torneo, ganando los primeros por cuatro goles a cero, conquistando así el trofeo de la Liga Autonómica.[5]

|  |  |

| 16 de junio de 1994 | Atlético de Madrid                                   | 4 – 0 | Celta de Vigo | Estadio Vicente Calderón, Madrid, |                                 |
|                     | 41' Benítez · 53' Benítez · 65' Manolo · 88' Benítez |       |               | Asistencia: 18.000 espectadores   | Asistencia: 18.000 espectadores |

| Campeón            |
| ATLÉTICO DE MADRID |